# 리사 램
리사 램(Lisa Lambe, 1984년 8월 1일 ~ )은 아일랜드의 가수, 배우이다. 아일랜드의 크로스오버 그룹 켈틱 우먼의 전 멤버이다.